# 使相
使相，官銜。晚唐时期，为了笼络跋扈一时的节度使，朝廷授予他们同平章事、中书令等头衔，与宰相并称，号为使相。五代沿用，实际上不行使宰相的权力。宋代，在亲王、留守、节度使等加侍中、中书令和同平章事者都称为使相，不参预朝政和签署朝政命令，只在朝廷除授大臣的诏令上副署，这种副署多是形式性质的，真正行使了实质意义的，两宋仅存一例，即乾德二年「赵普拜相事」，由趙光義簽署。
关于使相的职责和人员问题，《宋史·卷一百六十一·志第一百一十四》有详细记载：亲王、枢密使、留守、节度使兼侍中、中书令、同平章事者，皆谓之使相。不预政事，不书敕，惟宣敕除授者，敕尾存其衔而已。乾德二年，范质等三相皆罢，以赵普同平章事，李崇矩枢密使。命下，无宰相书敕，使问翰林陶谷。谷谓：“自昔辅相未尝虚位。惟唐大和中甘露事，数日无宰相，时左仆射令狐楚等奉行制书。今尚书亦南省长官，可以书敕。”窦仪曰：“谷之所陈，非承平令典。今皇弟开封尹、同平章事，即宰相之任也，可书敕。”从之。